# Order Sztandaru Pracy (NRD)

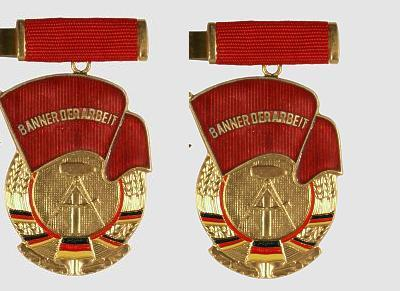
Odmiana orderu noszona na czerwonej baretce (dwukrotne nadanie)

Order Sztandaru Pracy (niem.: Orden „Banner der Arbeit”) – odznaczenie, nadawane w NRD od 1954 do 1990 roku.

## Historia
Order został ustanowiony 4 sierpnia 1954 roku przez Radę Państwa NRD na wzór analogicznych orderów, istniejących w systemach odznaczeń pozostałych krajów „demokracji ludowej”. Nadawany był początkowo w jednej klasie przodownikom pracy. W roku 1974 zmieniono statut orderu, dzieląc go na trzy stopnie, nadawane osobom fizycznym, jak i kolektywom, zaś I stopień dodatkowo zakładom pracy, kombinatom, instytucjom i związkom. Liczba nadań w ciągu roku była ograniczona: 250 – I stopnia, 500 – II stopnia i 1000 – III stopnia. Osoby fizyczne odznaczone orderem I stopnia otrzymywały premię w wys. 1000 marek, orderem II stopnia – 750 marek, zaś III stopnia – 500 marek. Każdy stopień mógł być nadany wielokrotnie tej samej osobie fizycznej lub prawnej.

## Oznaka
Awers orderu stanowi złoty (bez względu na stopień) medalion z godłem NRD, z liśćmi dębu poniżej, częściowo przesłonięty w górnej części czerwoną flagą z napisem BANNER DER ARBEIT. Rewers jest gładki, w pierwszych latach po ustanowieniu odznaczenia umieszczano tam numer nadania. Order był noszony pięciokątnej blaszce z czarno-czerwono-złotą wstążką i nałożoną nań drugą wstążką w kolorze czerwonym. Zawieszkę wieńczy podłużne złote okucie w formie klamry z dębowymi liśćmi po bokach. Od roku 1974 na klamrze umieszczano stopień orderu rzymską cyfrą. Baretka do roku 1974 była czerwona z czarno-czerwono-złotym paskiem pośrodku, zaś od roku 1974 – jednolicie czerwona, z okuciem jak to, wieńczące zawieszkę.
| Baretki Orderu Sztandaru Pracy | Baretki Orderu Sztandaru Pracy | Baretki Orderu Sztandaru Pracy | Baretki Orderu Sztandaru Pracy |
| ------------------------------ | ------------------------------ | ------------------------------ | ------------------------------ |
| do 1974 roku                   | I stopnia od 1974 roku         | II stopnia od 1974 roku        | III stopnia od 1974 roku       |